# Бост
Бост (фр. Bost) насеље је и општина у централној Француској у региону Оверња, у департману Алије која припада префектури Виши.
По подацима из 2011. године у општини је живело 198 становника, а густина насељености је износила 20,89 становника/km². Општина се простире на површини од 9,48 km². Налази се на средњој надморској висини од 284 метара (максималној 429 m, а минималној 267 m).

## Демографија
| 1962. | 1968. | 1975. | 1982. | 1990. | 1999. | 2011. |
| ----- | ----- | ----- | ----- | ----- | ----- | ----- |
| 182   | 192   | 163   | 144   | 153   | 147   | 198   |

График промене броја становника у току последњих година